# 西班牙伊斯蘭教
伊斯蘭教，最初出現在西班牙是709年，一直生存至1614年最後一批摩里斯科人被驅逐為止，在九個世紀中對西班牙文化與歷史有深遠影嚮。
但到了現代，摩洛哥穆斯林在西班牙內戰（1936 - 1939年）在國民軍中發揮了重要作用，包括穆罕默德·梅齐亚内將軍中將，弗朗西斯科·佛朗哥將軍的摯友，在戰後成為休達，加利西亞和加那利群島上尉。
在2007年估計西班牙全國有1,000,000穆斯林，2016年有2,000,000穆斯林，他們多是南亞，西亞，北非的移民，也有少數西班牙人皈依者（摩里斯科人），人數大约20,000-50,000人。

## 歷史

### 征服
西班牙在羅馬帝國崩潰後受西哥特人統治，711年4月30日，塔里克·伊本·齊亞德在直布羅陀登陸，8年後征服全伊比利亚半岛，原王羅德里克被殺，之後阿拉伯人成立安达卢斯國。

### 收復與逐出
在安達盧斯成立三世纪開始解體後，領土逐漸被北方基督徒收復。第一個主要回到天主教權力控制的市是托萊多，在1085年收復。之後大部分領土皆被收復，除了格拉纳达。
在1482年卡斯蒂利亚王国的伊莎貝拉一世和阿拉貢國王斐迪南二世開始圍攻格拉那達，直到1492年結束，伴隨著征服格拉納達，格拉納達埃米爾穆罕默德十二世交出阿爾罕布拉宫和格拉納達，並簽署格拉納達條約，西班牙王室的新穆斯林臣民有很大程度的宗教寬容。他們也被允許繼續使用他們自己的語言，學校，法律和風俗。但皇家法令的解釋主要是留給當地的天主教機構。
然而因採寬容觀點的主教遭撤換，新紅衣主教西斯內羅斯採強硬政策，立即組織驅動的大規模強制改宗和燒毀數千阿拉伯語文本，引起1499年當地穆斯林叛亂。同年格拉納達穆斯林領袖被勒令交出幾乎所有剩下的阿拉伯語書籍，其中大部分被燒毀。在1502年開始在瓦倫西亞，穆斯林在被逼接受洗禮或被放逐中選擇。多數決定接受前者，成為新天主教徒。同時在西班牙成立宗教裁判所。
那些摩里斯科基督徒很多只是表面上的天主教徒，私下繼續堅持自己的信仰。但在1567年，國王菲利普二世終於做出了使用阿拉伯語非法，並禁止伊斯蘭宗教，服飾，習俗的决定。這進一步導致摩里斯科人反叛，後被奧地利的唐胡安鎮壓，格拉納達摩爾人被抓起來，並在整個西班牙流散。在1609年菲利普三世下旨驅逐在西班牙的穆斯林，於1614年正式完成。

## 現代
在今天，伊斯蘭仍保留在西班牙文化深處中。穆斯林多為北非移入，多數為遜尼派，少數為什葉派。
但隨者歐洲移民危機開始出現，極右派政黨「聲音黨」亦以反伊斯蘭、反移民等隨之興起。但該黨成效並不如歐洲其他極右翼政黨要來的成效。

## 註解
1. ↑   (PDF).   [2017-04-01]. （原始内容存档 (PDF)于2019-08-08）.
2. ↑  .   [2017-04-01]. （原始内容存档于2021-03-25）.